# Bomolocha palparia
Bomolocha palparia là một loài bướm đêm trong họ Noctuidae.